# Адамовська селищна рада
Ада́мовська селищна рада (рос. Адамовский поселковый совет) — сільське поселення у складі Адамовського району Оренбурзької області Росії.
Адміністративний центр — селище Адамовка.

## Історія
Станом на 2002 рік існували Адамовська селищна рада (селища Адамовка, Джарлінський, Джусінськ, Новоадамовка) та Джарлинська сільська рада (села Карабутак, Нижня Кійма, Осетин, селища Айдирлінськ, Нововінницьке, хутір Мари), центром обох було селище Адамовка. 2005 року Адамовська селищна рада перетворена в сільське поселення зі збереженням старої назви, при цьому до її складу включена територія ліквідованої Джарлинської сільської ради.

## Населення
Населення — 9315 осіб (2019; 9501 в 2010, 10589 у 2002).

## Склад
До складу селищної ради входять:
| Населений пункт       | Населення, осіб (2002) | Населення, осіб (2010) |
| --------------------- | ---------------------- | ---------------------- |
| Адамовка, селище      | 8038                   | 7733                   |
| Айдирлінськ, селище   | 285                    | 205                    |
| Джарлінський, селище  | 652                    | 561                    |
| Джусінськ, селище     | 112                    | 17                     |
| Карабутак, село       | 355                    | 206                    |
| Мари, хутір           | 5                      | -                      |
| Нижня Кійма, село     | 517                    | 402                    |
| Новоадамовка, селище  | 127                    | 100                    |
| Нововінницьке, селище | 384                    | 260                    |
| Осетин, село          | 114                    | 17                     |